# Église Saint-Efflam de Plestin-les-Grèves
L'église Saint-Efflam est une église catholique située à Plestin-les-Grèves, en France. Elle est dédiée à saint Efflam, un saint bien connu dans cette partie du Trégor, et conserve son "tombeau".

## Localisation
L'église est située dans le département français des Côtes-d'Armor, sur la commune de Plestin-les-Grèves.

## Historique
Le 26 juin 1819 sont découvertes dans cette église les reliques supposées de saint Efflam. L'abbé Tresvaux raconte les avoir trouvées sous une pierre plate située à trois pieds de profondeur, le tombeau étant ouvert en présence de nombreuses personnes dont plusieurs ecclésiastiques dont F. Nayrod, alors curé de Plestin, et personnalités civiles comme François Moriou, alors maire de Plestin, et d'autres. Le procès-verbal de la découverte énumère les débris d'ossements trouvés : « Une clavicule droite, plusieurs vertèbres tant cervicales que dorsales, un os du métatarse, deux du métacarpe, une phalange de la main, plusieurs fragments de côte, une portion du calcaneum, une portion de l'os occipital, un fragment de tête de tibia (...) ». Ces ossements furent reconnus pour être les reliques de saint Efflam.
L'édifice est classé au titre des monuments historiques en 1908.

## Description
Édifié sur l'emplacement d'une chapelle du XVe siècle, qu'atteste l'inscription du porche, l'édifice a subi des remaniements jusqu'à la Seconde Guerre mondiale.
Le porche est orné des douze apôtres rangés de chaque côté avec les signes de leur martyre ou de leur mission, et de saint Yves au fronton, dans une niche trop grande pour lui, œuvres en kersantite du sculpteur Roland Doré.
« L'église de Plestin (...) a été remaniée et élargie à diverses époques, de sorte qu'elle est désormais plus large que longue et compte en tout cinq nefs. Le clocher porte tous les caractères du XIIIe siècle, et sur plusieurs de ses pierres, on remarque des marques de tâcherons. Le porche midi est très riche, et doit être de la fin de la période ogivale. Le tombeau du Saint [saint Efflam] est une œuvre du XVe siècle ou du XVIe siècle, et a du remplacer un autre tombeau édifié lors de la translation de ses reliques en 994 ».

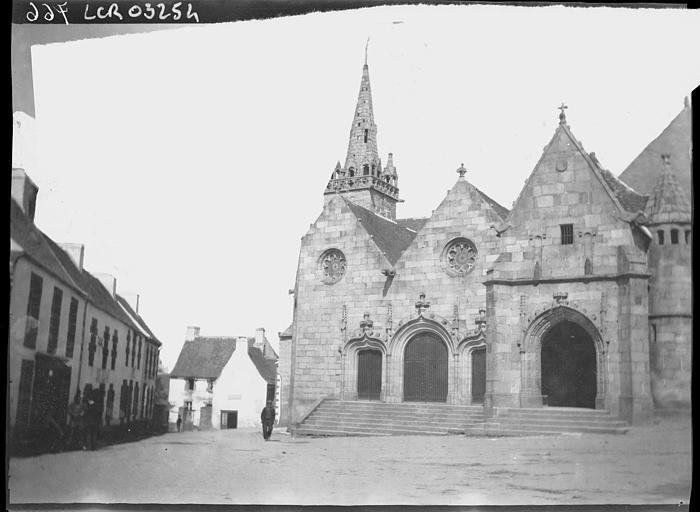
L'église paroissiale Saint-Efflam en 1893 (photo de Paul Lancrenon)
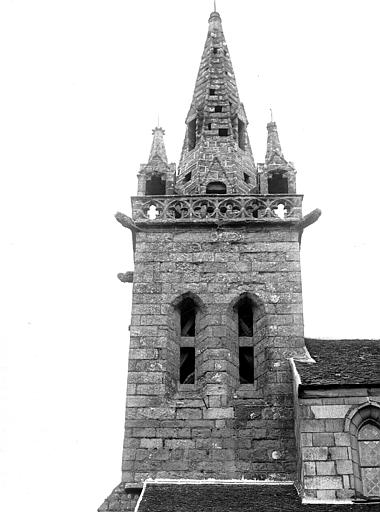
L'église paroissiale Saint-Efflam : le clocher (photo ancienne d'Eugène Lefèvre-Pontalis)
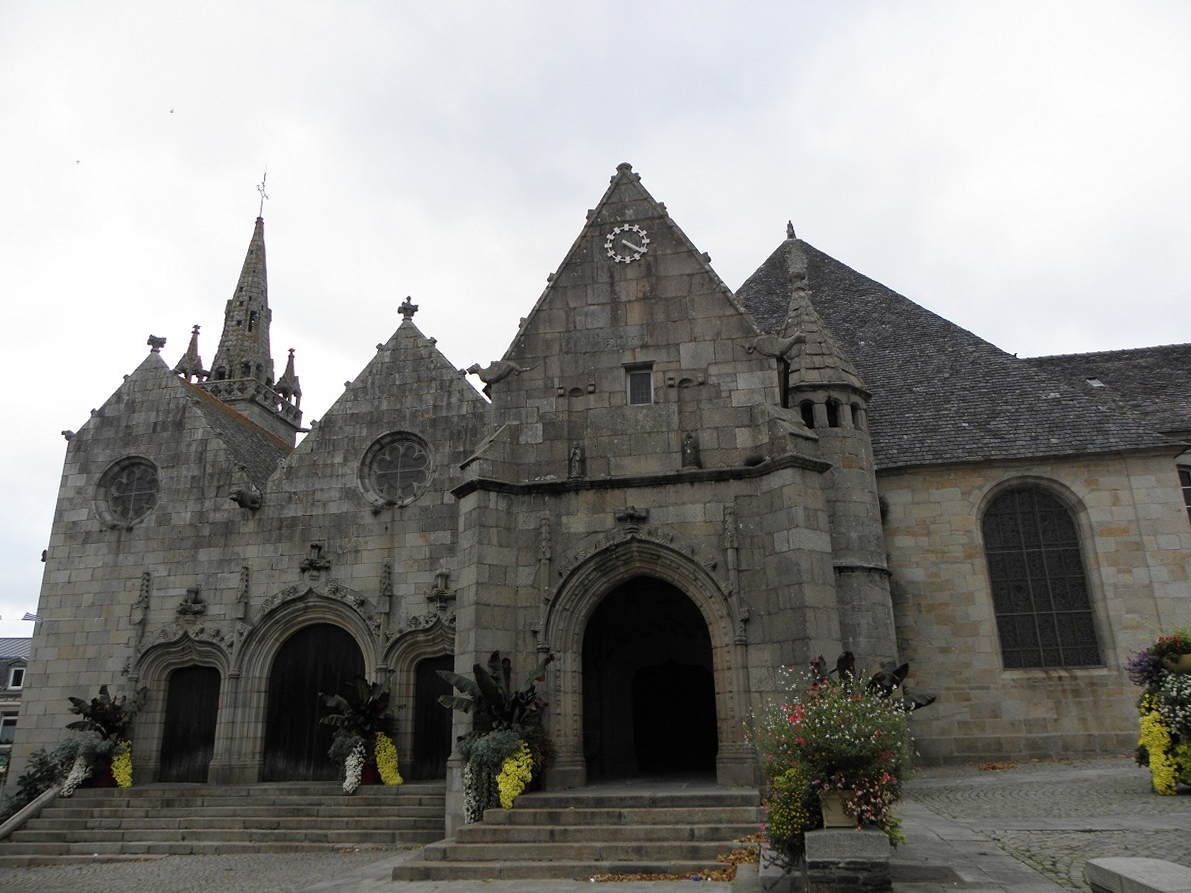
L'église paroissiale Saint-Efflam : façade sud 1
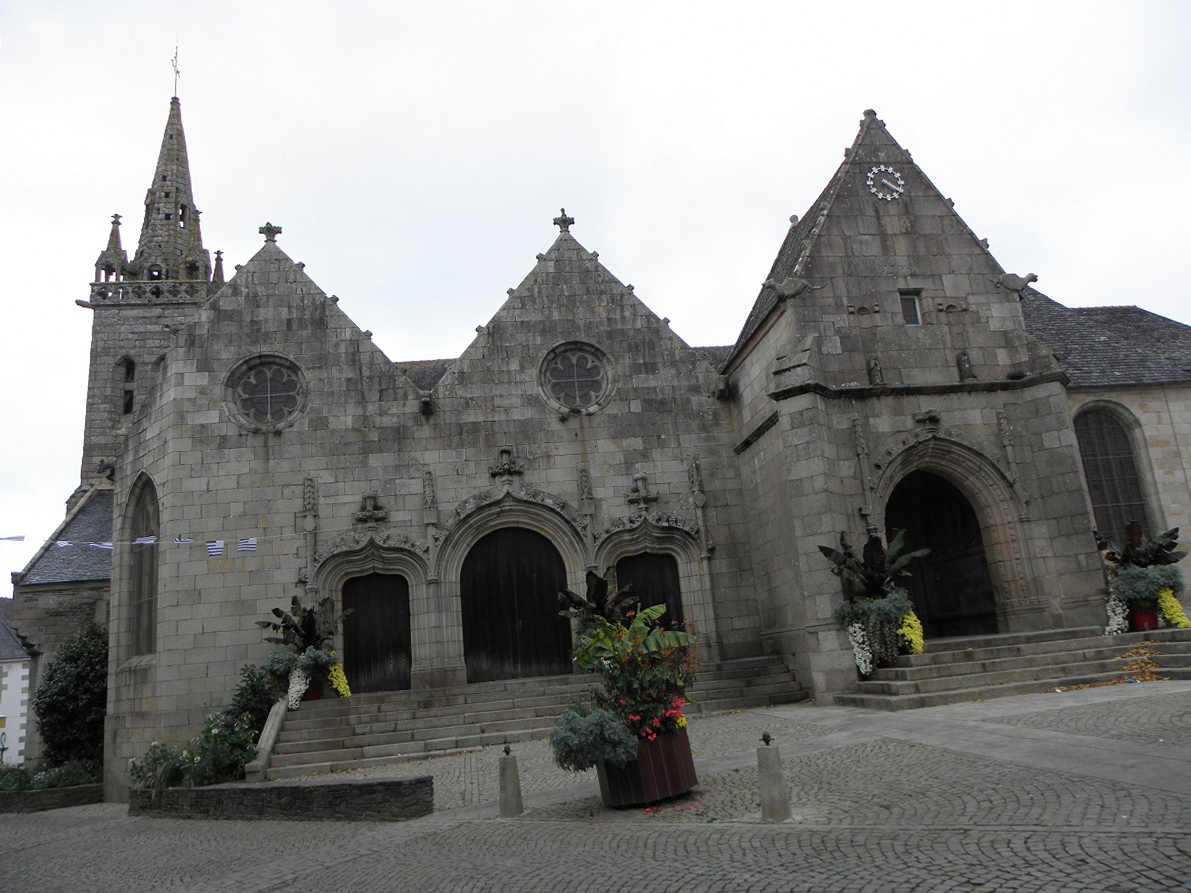
L'église paroissiale Saint-Efflam : façade sud 2
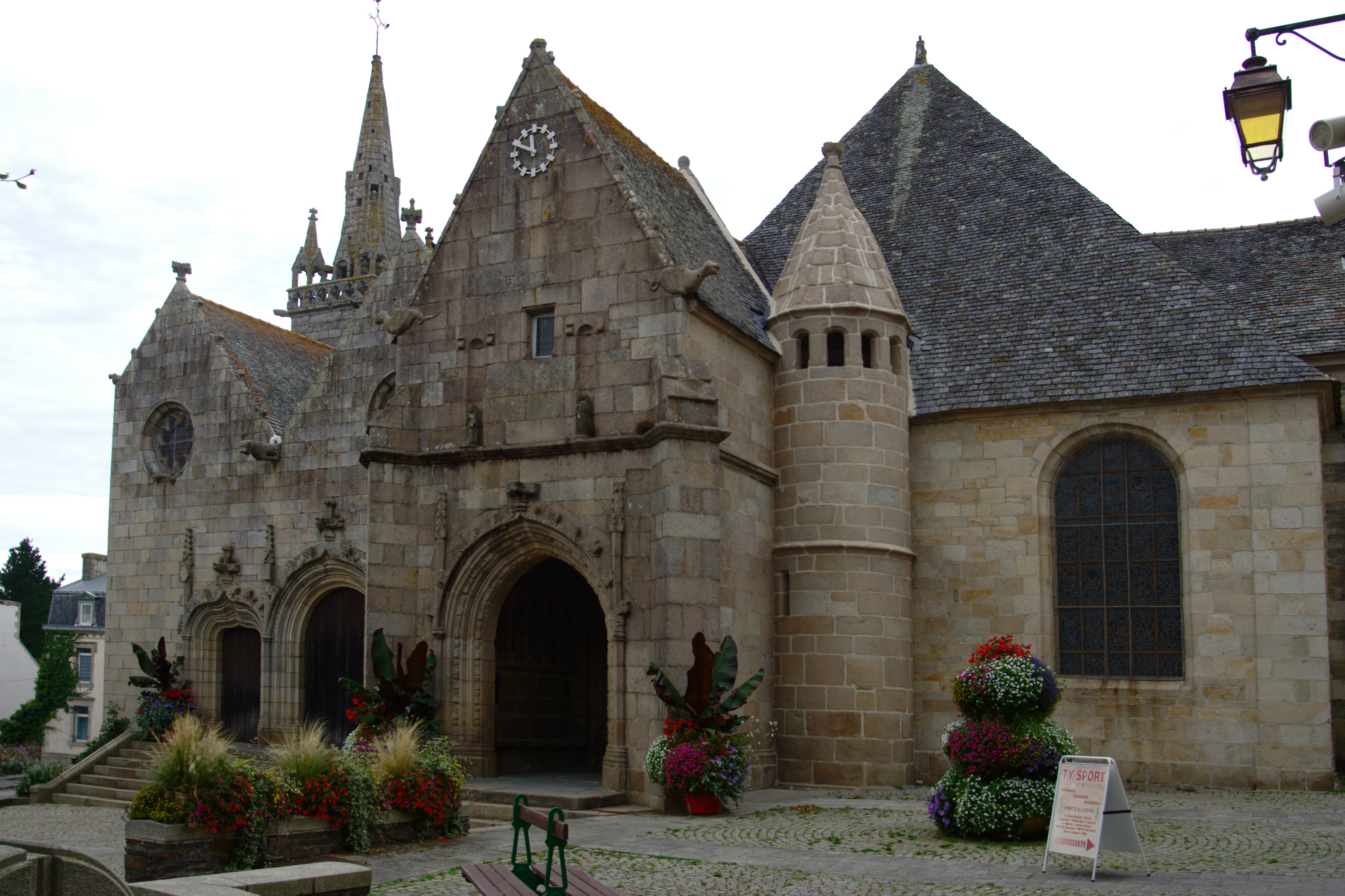
L'église paroissiale Saint-Efflam : façade sud 3
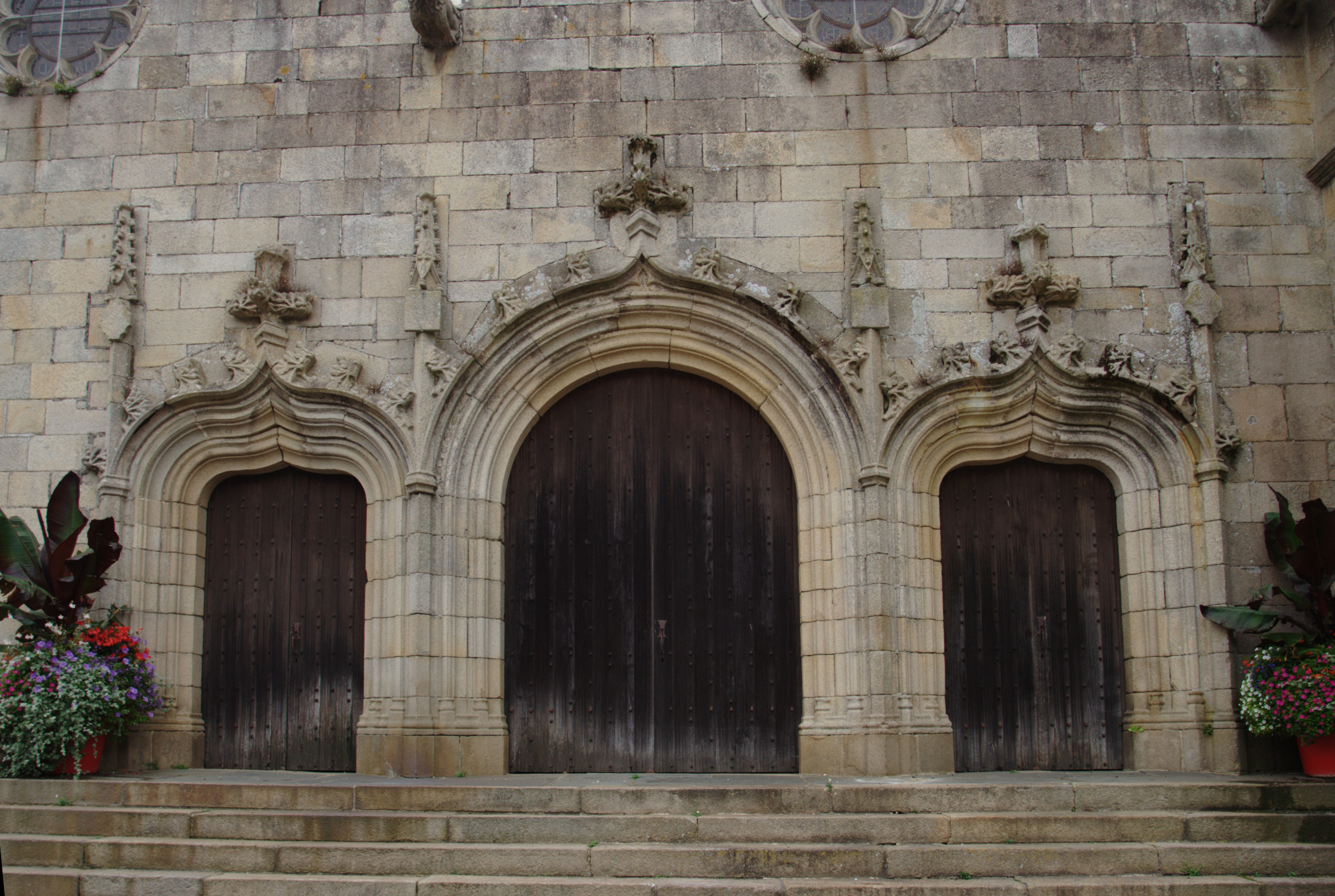
L'église paroissiale Saint-Efflam : les portails de la façade sud
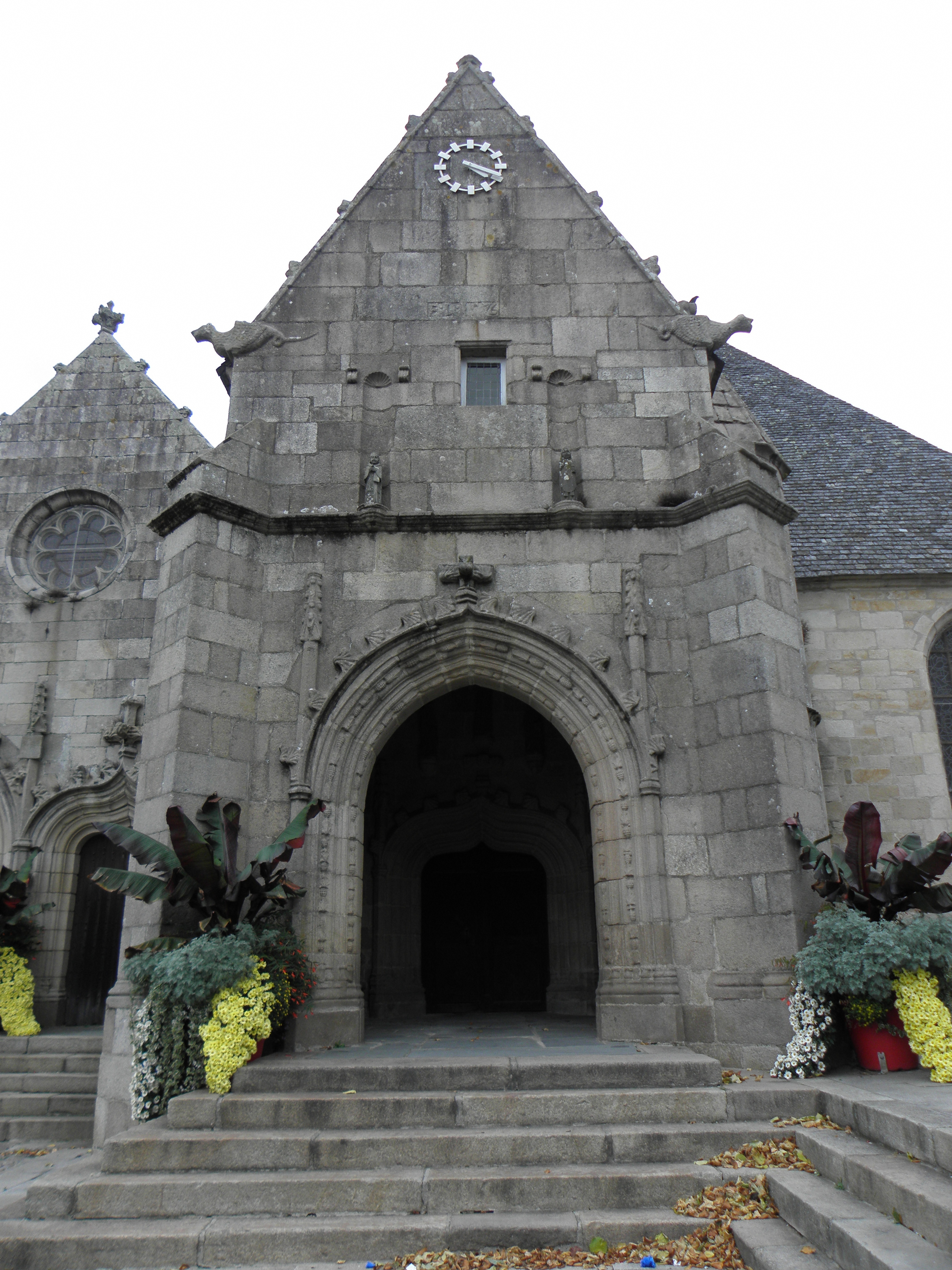
L'église paroissiale Saint-Efflam : le porche méridional
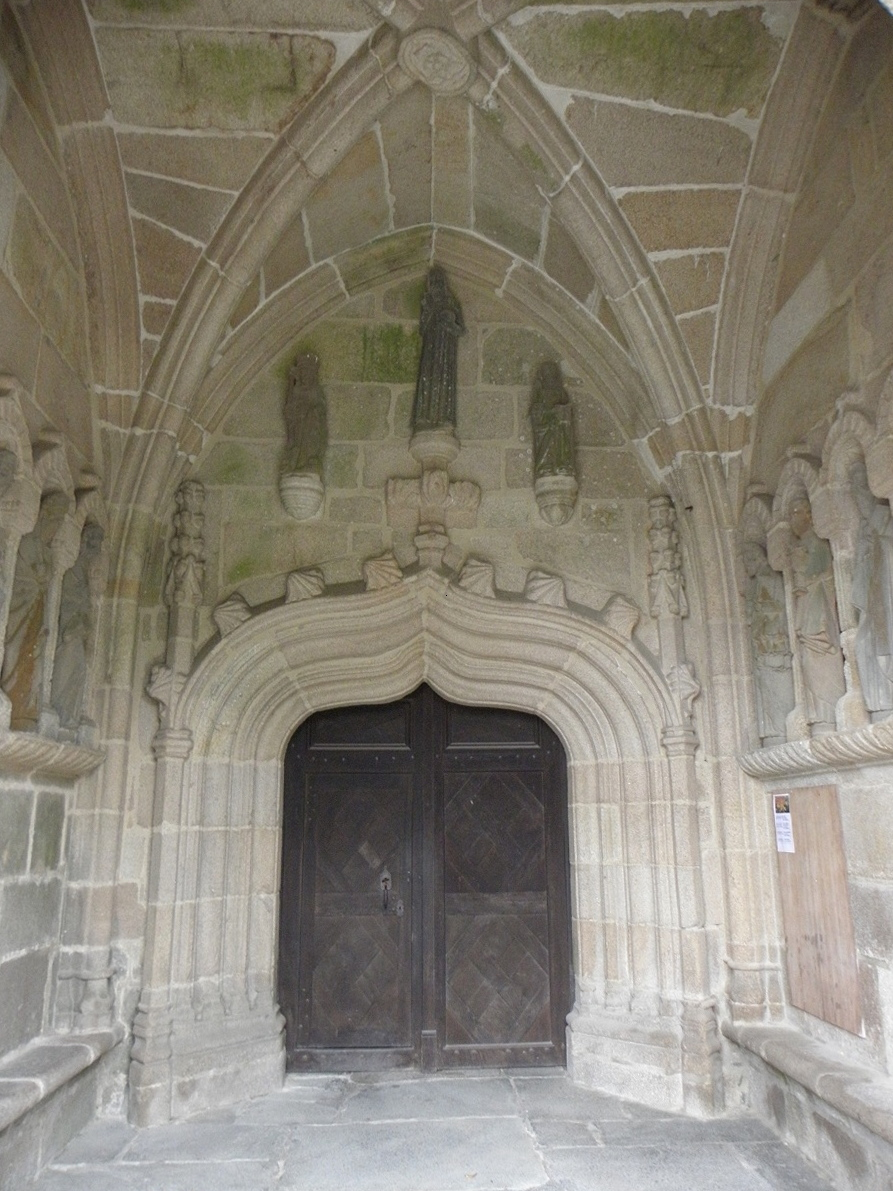
L'église paroissiale Saint-Efflam, porche méridional, l'intérieur du porche
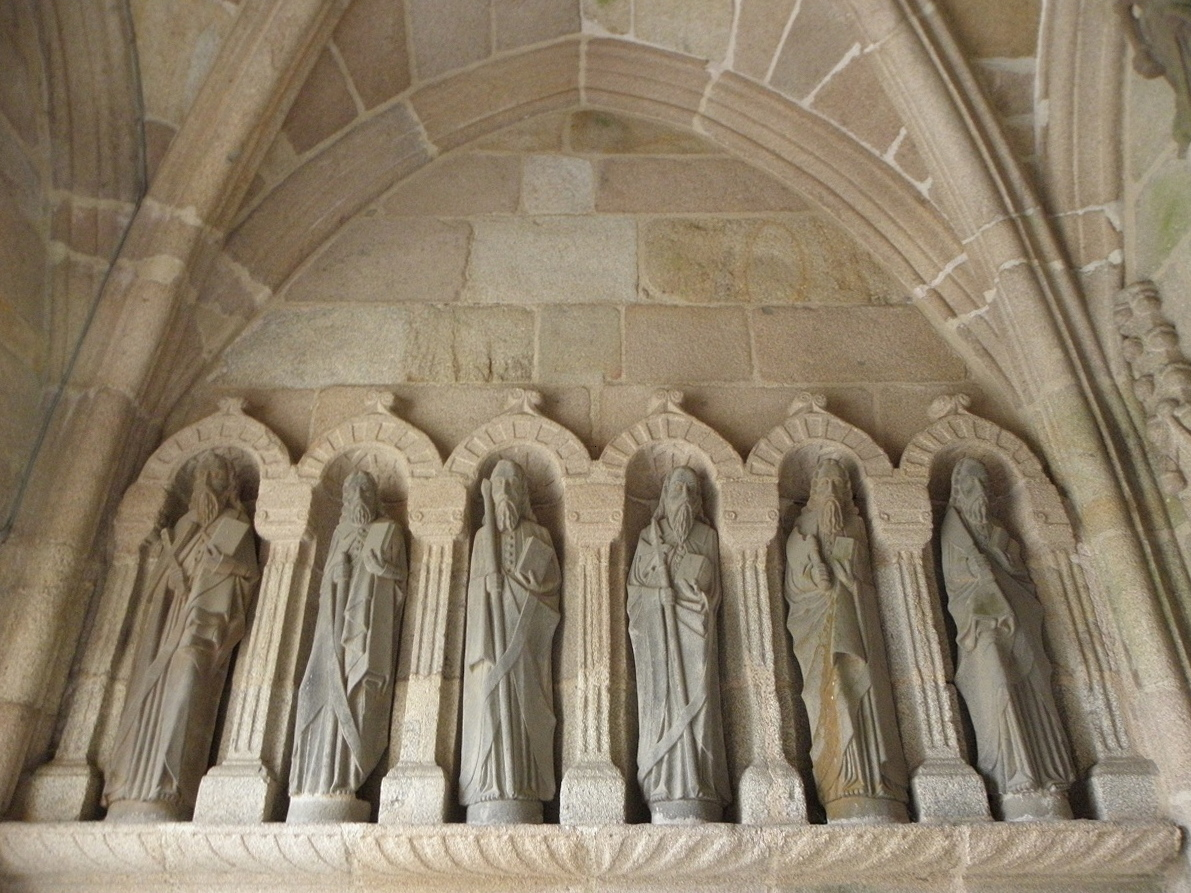
L'église paroissiale Saint-Efflam, porche méridional (côté gauche), statues des apôtres
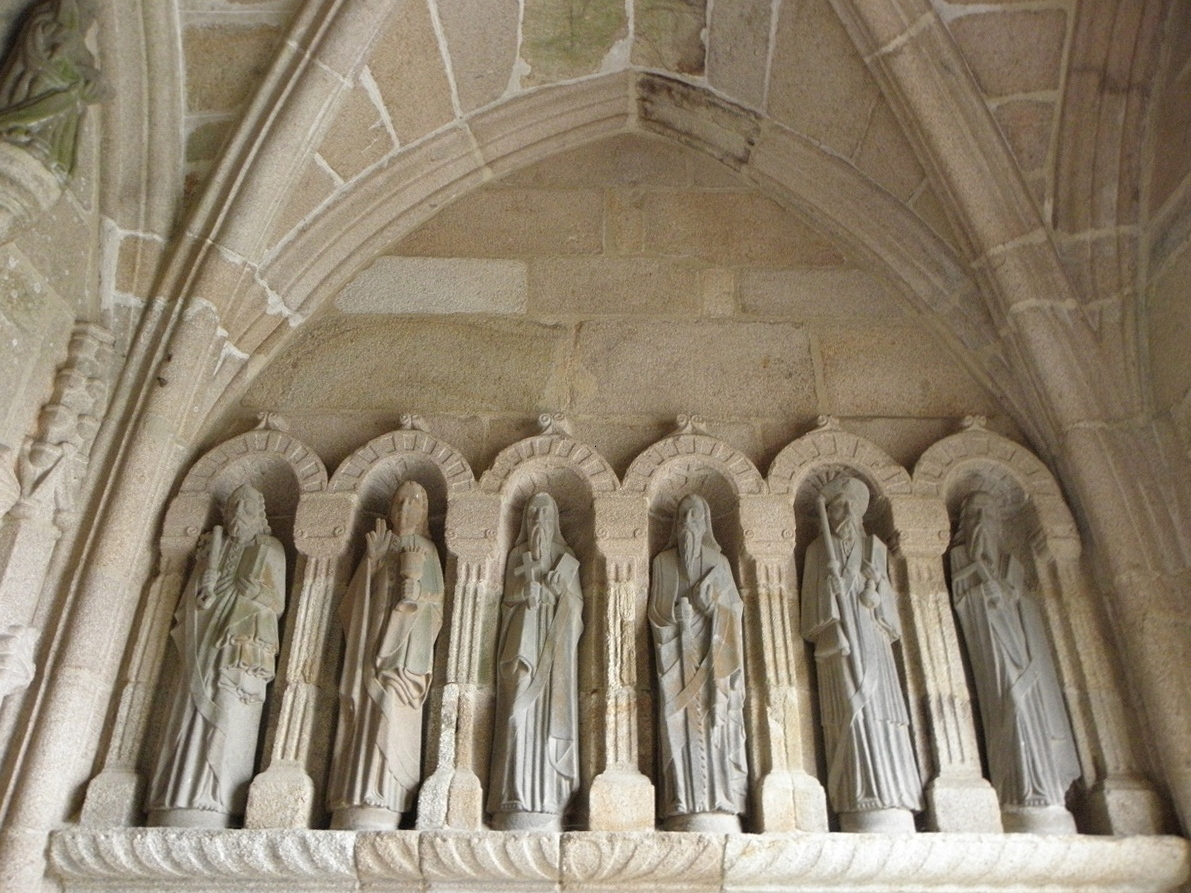
L'église paroissiale Saint-Efflam, porche méridional (côté droit), statues des apôtres
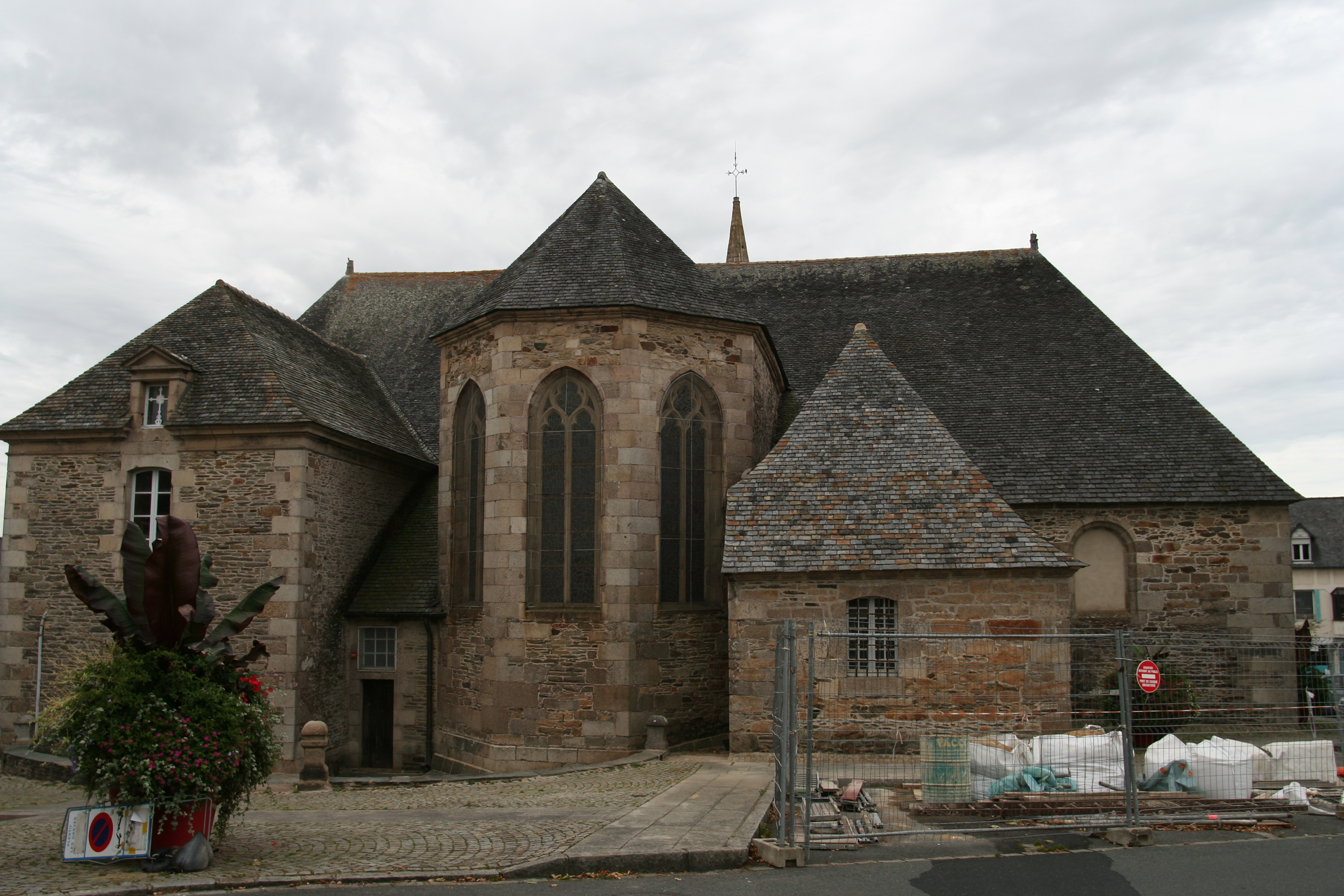
L'église paroissiale Saint-Efflam : façade est
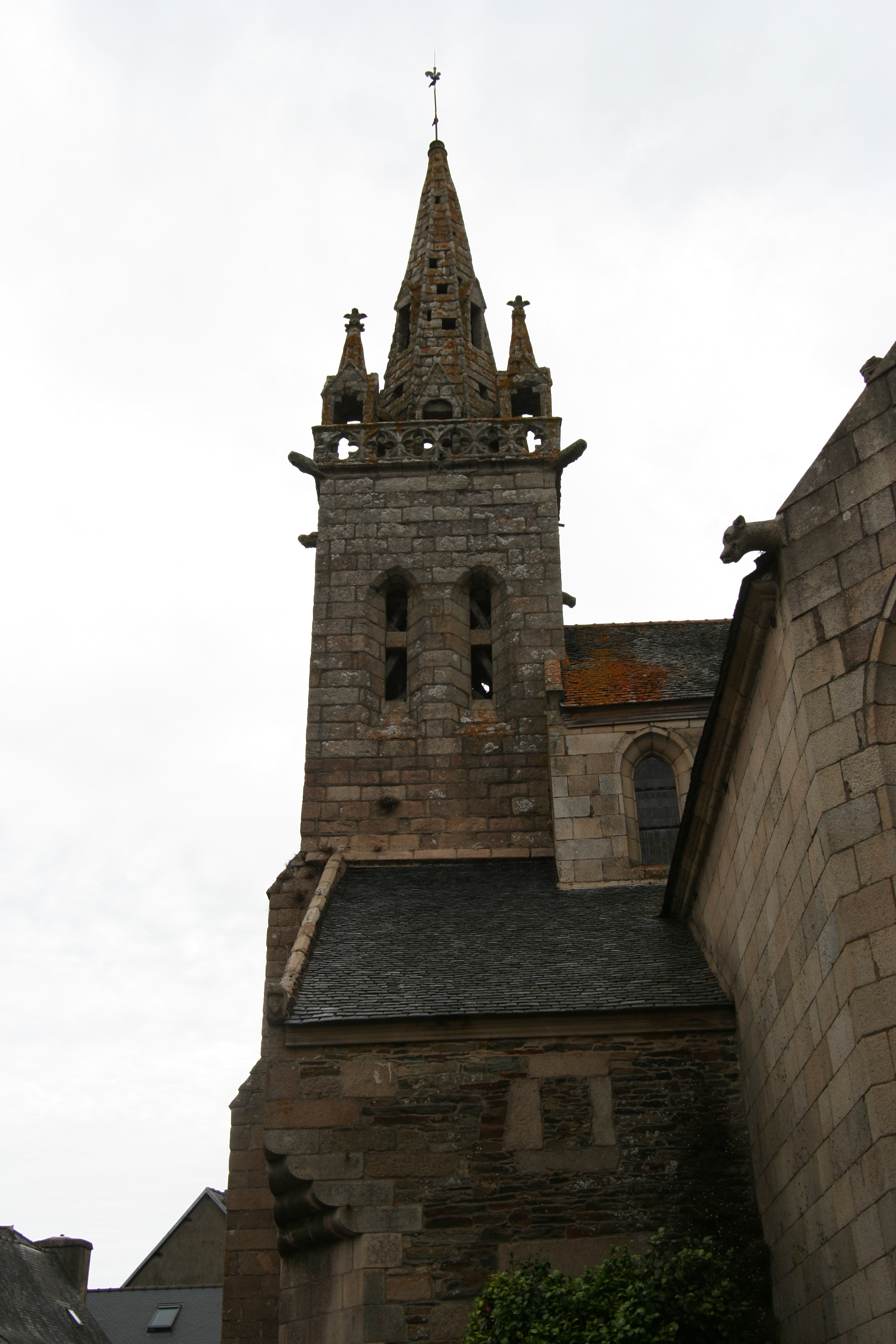
L'église paroissiale Saint-Efflam : le clocher 1
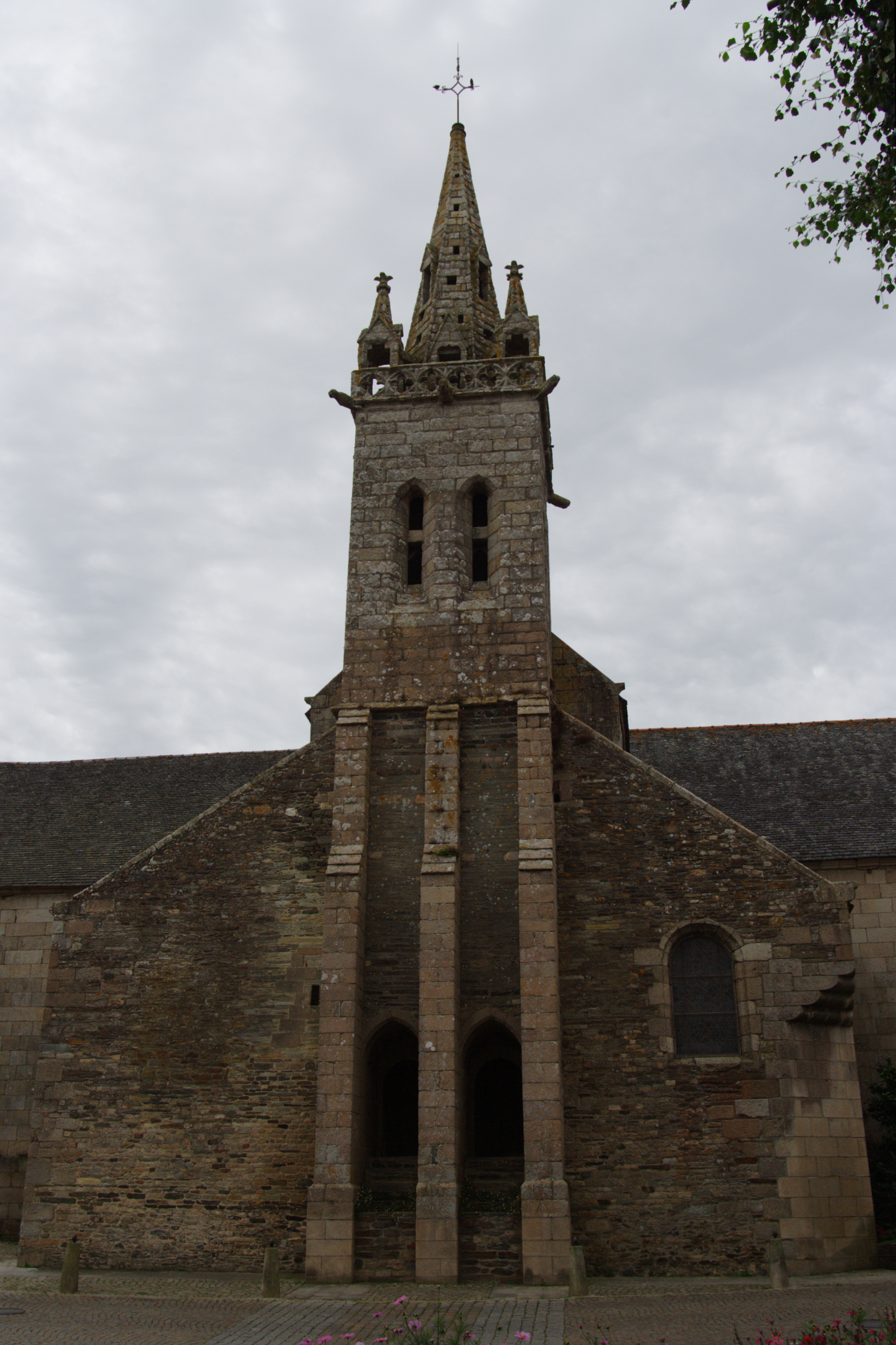
L'église paroissiale Saint-Efflam : le clocher 2
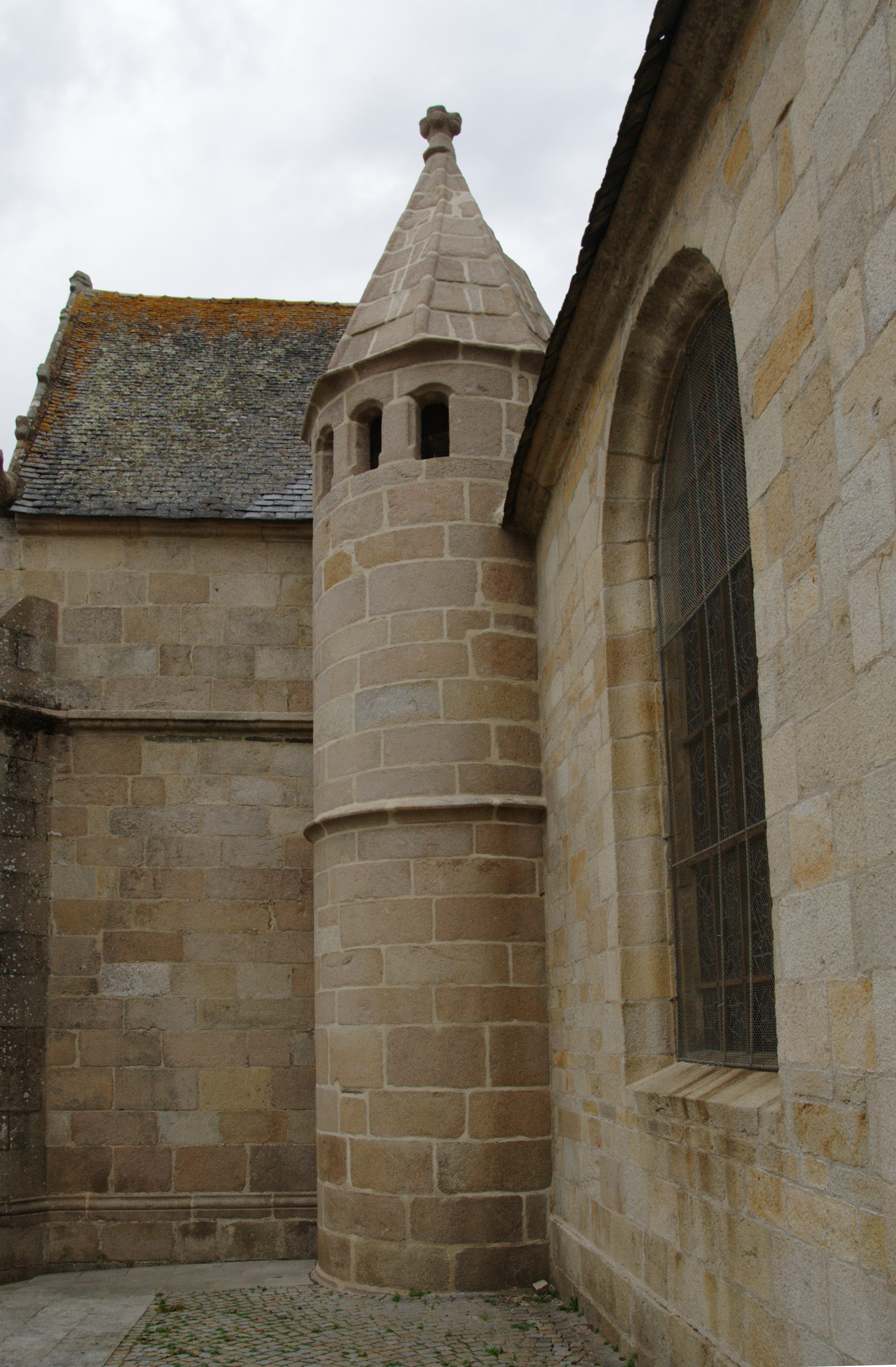
L'église paroissiale Saint-Efflam : clocheton